# Grande incêndio de Pittsburgh
O Grande incêndio de Pittsburgh ocorreu em 10 de abril de 1845, destruindo um terço da cidade e causando danos financeiros estimados entre 6 e 12 milhões de dólares.

## Antecedentes
A cidade de Pittsburgh teve origem em meados do século XVIII como um assentamento militar francês na confluência dos rios Allegheny e Monongahela. Ela permaneceu relativamente pequena até o fim daquele século, mas o século XIX trouxe um rápido crescimento de uma população composta por nativos de descendência inglesa, escocesa e alemã, bem como um grande número de imigrantes. Em 1845, sua população ultrapassou 20.000 pessoas. O crescimento da cidade foi casual, resultando em uma colcha de retalhos das casas ricas e negócios dos fundadores da cidade misturados com estruturas de madeira fortemente embaladas que abrigavam sua força de trabalho majoritariamente imigrante. A infraestrutura deteriorada forneceu baixa pressão de água e um volume insuficiente para suprir as dez empresas de bombeiros voluntários mal equipados, que eram mais grupos de arranjos sociais do que organizações eficazes de serviço público.
No ano anterior, a cidade havia concluído um novo reservatório, mas então havia fechado o antigo. No entanto, as linhas de água e os bombeadores foram inadequados. Havia apenas duas rede de água para toda a cidade, e as empresas de bombeiros não tinham mangueira suficiente para chegar ao centro da cidade a partir dos rios, a maior parte da mangueira existente foi condenada.
A fabricação de ferro se desenvolveu na cidade, e passou a representar um quarto de sua produção industrial. Os fornos que conduziam as indústrias de ferro e vidro de Pittsburgh encheram o ar com pó de carvão e fuligem, como relatou um observador de 1823, cobrindo as paredes e deixando os homens trabalhando nas ruas "tão negros quanto o próprio Satanás", enquanto o autor britânico, Charles Dickens, havia escrito em 1842 que a cidade tinha uma "grande quantidade de fumaça pairando sobre ele". Outras indústrias lançaram pó de farinha e fibras de algodão no ar, contribuindo para uma mistura particularmente incendiária de poeira para assentar na cidade. Além disso, o tempo sazonal privou a cidade da chuva por seis semanas, deixando o reservatório "perigosamente baixo", enquanto ventos frequentes de quase vendaval do oeste atingiram a cidade no meio do dia.